# Kuka (Višegrad, BiH)
Kuka je naselje u općini Višegrad, Republika Srpska, BiH.
Selo Kuka se nalazi na obroncima planine Janjac, na oko 750 metara nadmorske visine. Potpuno je spaljeno 7. lipnja 1992.

## Vanjske poveznice
- Satelitska snimka  Arhivirana inačica izvorne stranice od 21. veljače 2021. (Wayback Machine)